# Niall Horan

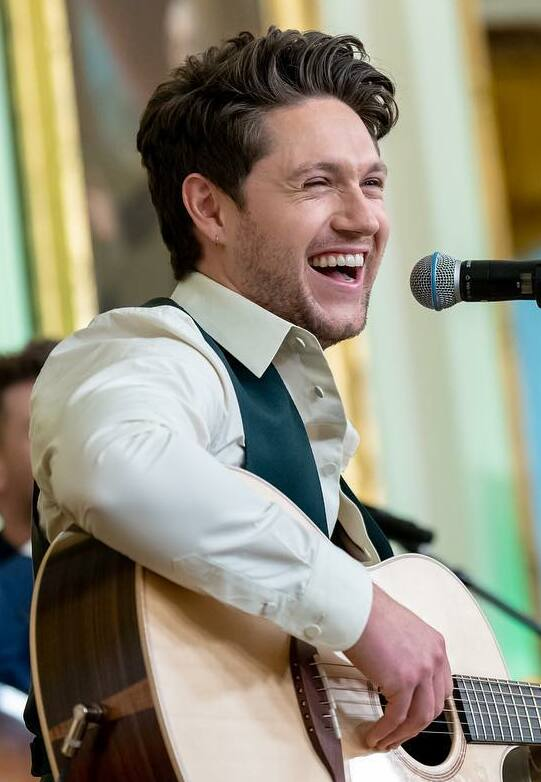
Niall Horan (2023)

Niall James Horan (* 13. September 1993 in Mullingar, County Westmeath) ist ein irischer Singer-Songwriter. Er wurde 2010 als Mitglied der Boyband One Direction bekannt und tritt seit 2016 auch als Solokünstler auf.

## Leben
Horans Eltern ließen sich scheiden, als er etwa fünf Jahre alt war. Er und sein Bruder Greg wohnten eine Zeit lang bei beiden Elternteilen. Später entschieden sie, zu ihrem Vater Bobby Horan zu ziehen. 
Niall Horan besuchte die St. Kenny’s National School Grundschule und später die Coláiste Mhuire, eine katholische Jungen-Schule. Beide Schulen befinden sich in oder in der Umgebung von Mullingar. Er begann mit etwa elf Jahren, Gitarre zu spielen, nachdem sein Bruder eine zu Weihnachten geschenkt bekommen hatte, sie jedoch nicht benutzte. Horan erlernte seine Gitarrenfertigkeiten durch YouTube-Videos. Sein Talent zum Singen entdeckte seine Tante, als sie seinen Gesang im Auto hörte und ihn für ein Lied im Radio hielt.
Im Mai 2018 versteigerte Horan über das Auktionshaus Whyte's seine erste Gitarre, die er mit neun Jahren geschenkt bekommen hatte. Den ersteigerten Betrag von rund 1300 Euro spendete er an eine in Dublin ansässige Organisation, die sich um Betroffene der Krankheit Epidermolysis bullosa kümmert.

## Einflüsse
Horan nennt als Musiker, die ihn beeinflusst haben, The Script, Bon Jovi und The Eagles.

## Solokarriere
Horans erste Solosingle war This Town, die er am 29. September 2016 veröffentlichte. Mit diesem Song schaffte er es in vielen Ländern in die Charts, unter anderem auch in Deutschland, Österreich und der Schweiz. Für den Song gewann er den People’s Choice Award 2017. Seine zweite Solo-Single Slow Hands erschien am 4. Mai 2017. Er steht bei Capitol Records unter Vertrag. Sein zweites Album Heartbreak Weather erschien im März 2020. Sein drittes Album The Show ist am 9. Juni 2023 erschienen.

## Diskografie

### Studioalben
| Jahr | Titel Musiklabel           | Höchstplatzierung, Gesamtwochen, AuszeichnungChartplatzierungen (Jahr, Titel, Musiklabel, Platzierungen, Wochen, Auszeichnungen, Anmerkungen) | Höchstplatzierung, Gesamtwochen, AuszeichnungChartplatzierungen (Jahr, Titel, Musiklabel, Platzierungen, Wochen, Auszeichnungen, Anmerkungen) | Höchstplatzierung, Gesamtwochen, AuszeichnungChartplatzierungen (Jahr, Titel, Musiklabel, Platzierungen, Wochen, Auszeichnungen, Anmerkungen) | Höchstplatzierung, Gesamtwochen, AuszeichnungChartplatzierungen (Jahr, Titel, Musiklabel, Platzierungen, Wochen, Auszeichnungen, Anmerkungen) | Höchstplatzierung, Gesamtwochen, AuszeichnungChartplatzierungen (Jahr, Titel, Musiklabel, Platzierungen, Wochen, Auszeichnungen, Anmerkungen) | Höchstplatzierung, Gesamtwochen, AuszeichnungChartplatzierungen (Jahr, Titel, Musiklabel, Platzierungen, Wochen, Auszeichnungen, Anmerkungen) | Anmerkungen                                                  |
| Jahr | Titel Musiklabel           | DE | AT | CH | UK | US | IE | Anmerkungen                                                  |
| ---- | -------------------------- | --- | --- | --- | --- | --- | --- | ------------------------------------------------------------ |
| 2017 | Flicker Capitol            | DE8 (2 Wo.)DE | AT6 (2 Wo.)AT | CH11 (2 Wo.)CH | UK3 Gold · (17 Wo.)UK | US1 Platin · (30 Wo.)US | IE1 ×2Doppelplatin · (112 Wo.)IE | Erstveröffentlichung: 20. Oktober 2017 Verkäufe: + 1.560.000 |
| 2020 | Heartbreak Weather Capitol | DE5 (3 Wo.)DE | AT3 (5 Wo.)AT | CH10 (4 Wo.)CH | UK1 Gold · (14 Wo.)UK | US4 (7 Wo.)US | IE1 (72 Wo.)IE | Erstveröffentlichung: 13. März 2020 Verkäufe: + 187.500      |
| 2023 | The Show Capitol           | DE2 (5 Wo.)DE | AT4 (2 Wo.)AT | CH6 (1 Wo.)CH | UK1 Silber · (2 Wo.)UK | US2 (2 Wo.)US | IE1 (10 Wo.)IE | Erstveröffentlichung: 9. Juni 2023 Verkäufe: + 60.000        |

### Livealben
| Jahr | Titel Musiklabel                | Höchstplatzierung, Gesamtwochen, AuszeichnungChartplatzierungen (Jahr, Titel, Musiklabel, Platzierungen, Wochen, Auszeichnungen, Anmerkungen) | Höchstplatzierung, Gesamtwochen, AuszeichnungChartplatzierungen (Jahr, Titel, Musiklabel, Platzierungen, Wochen, Auszeichnungen, Anmerkungen) | Anmerkungen                                                            |
| Jahr | Titel Musiklabel                | UK | IE | Anmerkungen                                                            |
| ---- | ------------------------------- | --- | --- | ---------------------------------------------------------------------- |
| 2018 | Flicker Virgin EMI              | — | IE12 (4 Wo.)IE | Erstveröffentlichung: 7. Dezember 2018 feat. The RTÉ Concert Orchestra |
| 2024 | The Show – Live on Tour Capitol | UK79 (… Wo.)UK | IE40 (… Wo.)IE | Erstveröffentlichung: 13. Dezember 2024                                |

### EPs
- 2017: Spotify Singles (Capitol)
- 2018: Mirrors (Capitol)
- 2020: Spotify Singles (Capitol)

### Singles als Leadmusiker
| Jahr | Titel Album                                | Höchstplatzierung, Gesamtwochen, AuszeichnungChartplatzierungen (Jahr, Titel, Album, Platzierungen, Wochen, Auszeichnungen, Anmerkungen) | Höchstplatzierung, Gesamtwochen, AuszeichnungChartplatzierungen (Jahr, Titel, Album, Platzierungen, Wochen, Auszeichnungen, Anmerkungen) | Höchstplatzierung, Gesamtwochen, AuszeichnungChartplatzierungen (Jahr, Titel, Album, Platzierungen, Wochen, Auszeichnungen, Anmerkungen) | Höchstplatzierung, Gesamtwochen, AuszeichnungChartplatzierungen (Jahr, Titel, Album, Platzierungen, Wochen, Auszeichnungen, Anmerkungen) | Höchstplatzierung, Gesamtwochen, AuszeichnungChartplatzierungen (Jahr, Titel, Album, Platzierungen, Wochen, Auszeichnungen, Anmerkungen) | Höchstplatzierung, Gesamtwochen, AuszeichnungChartplatzierungen (Jahr, Titel, Album, Platzierungen, Wochen, Auszeichnungen, Anmerkungen) | Anmerkungen |
| Jahr | Titel Album                                | DE | AT | CH | UK | US | IE | Anmerkungen |
| --- | ------------------------------------------ | --- | --- | --- | --- | --- | --- | --- |
| 2016 | This Town Flicker                          | DE52 Gold · (6 Wo.)DE | AT24 (6 Wo.)AT | CH40 (7 Wo.)CH | UK9 ×2Doppelplatin · (13 Wo.)UK | US20 ×2Doppelplatin · (22 Wo.)US | IE6 (22 Wo.)IE | Erstveröffentlichung: 29. September 2016 Verkäufe: + 4.875.000                                                     |
| 2017 | Slow Hands Flicker                         | DE72 Gold · (11 Wo.)DE | AT26 (14 Wo.)AT | CH47 (16 Wo.)CH | UK7 ×2Doppelplatin · (29 Wo.)UK | US11 ×3Dreifachplatin · (31 Wo.)US | IE3 (44 Wo.)IE | Erstveröffentlichung: 4. Mai 2017 Verkäufe: + 6.310.000                                                            |
| 2017 | Too Much to Ask Flicker                    | DE61 (1 Wo.)DE | AT29 (1 Wo.)AT | CH37 (3 Wo.)CH | UK24 Gold · (10 Wo.)UK | US66 Gold · (12 Wo.)US | IE6 (23 Wo.)IE | Erstveröffentlichung: 15. September 2017 Verkäufe: + 1.535.000                                                     |
| 2018 | On the Loose Flicker                       | — | — | — | UK94 (1 Wo.)UK | — | IE47 (7 Wo.)IE | Erstveröffentlichung: 20. Februar 2018 Verkäufe: + 35.000                                                          |
| 2018 | Seeing Blind Flicker                       | — | — | — | — | — | IE68 (1 Wo.)IE | Erstveröffentlichung: 1. Juni 2018 Verkäufe: + 35.000; feat. Maren Morris                                          |
| 2019 | Nice to Meet Ya Heartbreak Weather         | — | — | CH95 (1 Wo.)CH | UK22 Platin · (15 Wo.)UK | US63 (14 Wo.)US | IE7 (27 Wo.)IE | Erstveröffentlichung: 4. Oktober 2019 Verkäufe: + 775.000                                                          |
| 2019 | Put a Little Love on Me Heartbreak Weather | — | — | — | UK— SilberUK | — | IE28 (14 Wo.)IE | Erstveröffentlichung: 6. Dezember 2019 Verkäufe: + 470.000                                                         |
| 2020 | No Judgement Heartbreak Weather            | — | — | — | UK32 Silber · (12 Wo.)UK | US97 (1 Wo.)US | IE6 (21 Wo.)IE | Erstveröffentlichung: 7. Februar 2020 Verkäufe: + 370.000                                                          |
| 2020 | Black and White Heartbreak Weather         | — | — | — | UK91 Silber · (1 Wo.)UK | — | IE18 (26 Wo.)IE | Erstveröffentlichung: 21. April 2020 Verkäufe: + 370.000                                                           |
| 2021 | Our Song –                                 | DE— aDE | — | — | UK13 Platin · (17 Wo.)UK | — | IE7 (18 Wo.)IE | Erstveröffentlichung: 21. Mai 2021 Verkäufe: + 680.000; mit Anne-Marie                                             |
| 2021 | Everywhere –                               | — | — | — | UK23 (2 Wo.)UK | — | IE49 (9 Wo.)IE | Erstveröffentlichung: 19. November 2021 mit Anne-Marie; Original: Fleetwood Mac zugunsten von BBC Children in Need |
| 2023 | Heaven The Show                            | DE— bDE | AT47 (2 Wo.)AT | CH69 (1 Wo.)CH | UK16 Gold · (20 Wo.)UK | US62 (7 Wo.)US | IE4 (21 Wo.)IE | Erstveröffentlichung: 17. Februar 2023 Verkäufe: + 520.000                                                         |
| 2023 | Meltdown The Show                          | — | — | — | UK62 (3 Wo.)UK | — | IE15 (10 Wo.)IE | Erstveröffentlichung: 28. April 2023                                                                               |
| Folgende Lieder erschienen nicht als Single, wurden aber durch das Album zum Download und Streaming bereitgestellt und konnten somit eine Platzierung erlangen: |                                            | | | | | | | |
| |                                            | | | | | | | |
| 2017 | Flicker                                    | — | — | — | — | — | IE55 (1 Wo.)IE | Charteinstieg: 27. Oktober 2017 Verkäufe: + 35.000                                                                 |
| 2017 | Paper Houses Flicker                       | — | — | — | — | — | IE83 (1 Wo.)IE | Charteinstieg: 27. Oktober 2017                                                                                    |
| 2017 | Since We’re Alone Flicker                  | — | — | — | — | — | IE95 (1 Wo.)IE | Charteinstieg: 27. Oktober 2017                                                                                    |
| 2017 | On My Own Flicker                          | — | — | — | — | — | IE99 (1 Wo.)IE | Charteinstieg: 27. Oktober 2017                                                                                    |
| 2023 | The Show                                   | — | — | — | — | — | IE38 (1 Wo.)IE | Charteinstieg: 16. Juni 2023                                                                                       |

### Singles als Gastmusiker
| Jahr | Titel Album                        | Höchstplatzierung, Gesamtwochen, AuszeichnungChartplatzierungen (Jahr, Titel, Album, Platzierungen, Wochen, Auszeichnungen, Anmerkungen) | Höchstplatzierung, Gesamtwochen, AuszeichnungChartplatzierungen (Jahr, Titel, Album, Platzierungen, Wochen, Auszeichnungen, Anmerkungen) | Höchstplatzierung, Gesamtwochen, AuszeichnungChartplatzierungen (Jahr, Titel, Album, Platzierungen, Wochen, Auszeichnungen, Anmerkungen) | Anmerkungen                                                          |
| Jahr | Titel Album                        | UK | US | IE | Anmerkungen                                                          |
| ---- | ---------------------------------- | --- | --- | --- | -------------------------------------------------------------------- |
| 2019 | What a Time Inner Monologue Part 1 | UK71 Platin · (3 Wo.)UK | US— PlatinUS | IE26 (16 Wo.)IE | Erstveröffentlichung: 29. März 2019 Julia Michaels feat. Niall Horan |
| 2020 | Moral of the Story Ashlyn          | — | US71 (3 Wo.)US | — | Erstveröffentlichung: 2020 Ashe feat. Niall Horan                    |

## Tourneen
Headliner
- 2018: Flicker World Tour
- 2024: The Show Live on Tour

## Auszeichnungen für Musikverkäufe
| Goldene Schallplatte - Australien - 2023: für das Lied Flicker - 2023: für die Single Seeing Blind - 2024: für die Single Heaven - 2024: für die Single On the Loose - Belgien - 2017: für die Single This Town - 2017: für die Single Slow Hands - 2018: für die Single Too Much to Ask - Brasilien - 2018: für das Album Flicker - 2024: für die Single Black and White - 2024: für die Single No Judgement - 2024: für die Single Heaven - 2025: für das Album Heartbreak Weather - Dänemark - 2023: für das Album Heartbreak Weather - 2024: für die Single Put a Little Love on Me - Finnland - 2020: für das Album Flicker - 2020: für die Single Slow Hands - 2020: für die Single This Town - 2020: für die Single Too Much to Ask - Italien - 2017: für die Single This Town - 2017: für die Single Slow Hands - 2017: für die Single Too Much to Ask - 2021: für das Album Flicker - Japan - 2024: für das Streaming Story of My Life (One Direction) - Kanada - 2023: für das Album Heartbreak Weather - Mexiko - 2018: für das Album Flicker - Neuseeland - 2015: für die Autorenbeteiligung Night Changes (One Direction) - 2021: für das Album Heartbreak Weather - Norwegen - 2018: für die Single Slow Hands - 2018: für die Single Too Much to Ask - Polen - 2022: für die Single What a Time - 2023: für das Album Heartbreak Weather - 2023: für die Single Nice to Meet Ya - 2023: für die Single Heaven - Portugal - 2019: für die Single Slow Hands - 2019: für die Single This Town - 2021: für die Single What a Time - 2022: für die Single Put a Little Love on Me - Schweden - 2015: für die Autorenbeteiligung Story of My Life (One Direction) - 2017: für die Single Slow Hands - 2017: für das Album Flicker - Schweiz - 2014: für die Autorenbeteiligung Story of My Life (One Direction) - Singapur - 2019: für das Album Flicker - Spanien - 2014: für das Streaming Story of My Life (One Direction) - 2024: für die Single Slow Hands - 2024: für die Single This Town - 2024: für die Single Too Much to Ask - 2024: für die Single What a Time - 2025: für die Single Put a Little Love on Me | Platin-Schallplatte - Australien - 2023: für die Single Black and White - 2023: für die Single Nice to Meet Ya - 2023: für die Single Put a Little Love on Me - 2024: für die Single No Judgement - 2024: für das Album Flicker - Brasilien - 2018: für die Single Slow Hands - 2024: für die Single This Town - 2024: für die Single Too Much to Ask - 2024: für die Single Put a Little Love on Me - Dänemark - 2014: für das Streaming Story of My Life (One Direction) - 2019: für die Single Slow Hands - 2022: für das Album Flicker - 2022: für die Autorenbeteiligung Night Changes (One Direction) - 2023: für die Single Too Much to Ask - 2024: für die Single What a Time - Italien - 2014: für die Autorenbeteiligung Story of My Life (One Direction) - 2023: für die Autorenbeteiligung Night Changes (One Direction) - Japan - 2014: für die Autorenbeteiligung Story of My Life (Digital, One Direction) - Kanada - 2017: für die Autorenbeteiligung Night Changes (One Direction) - 2020: für die Single What a Time - 2022: für die Single No Judgement - 2022: für die Single Put a Little Love on Me - 2022: für die Single Black and White - 2023: für die Single Our Song - 2023: für die Single Heaven - Mexiko - 2018: für die Single Slow Hands - 2020: für die Autorenbeteiligung Night Changes (One Direction) - Neuseeland - 2013: für die Autorenbeteiligung Story of My Life (One Direction) - 2019: für die Single Too Much to Ask - Norwegen - 2018: für das Album Flicker - Polen - 2023: für das Album Flicker - Schweden - 2016: für die Single This Town - Spanien - 2024: für die Autorenbeteiligung Night Changes (One Direction) - 2024: für das Streaming Story of My Life (One Direction) - Vereinigte Staaten - 2015: für die Autorenbeteiligung Night Changes (One Direction) | 3× Goldene Schallplatte - Deutschland - 2022: für die Autorenbeteiligung Story of My Life (One Direction) - Mexiko - 2016: für die Autorenbeteiligung Story of My Life (One Direction) 2× Platin-Schallplatte - Australien - 2020: für die Autorenbeteiligung Night Changes (One Direction) - Dänemark - 2023: für die Autorenbeteiligung Story of My Life (One Direction) - 2025: für die Single This Town - Kanada - 2022: für das Album Flicker - 2022: für die Single Too Much to Ask - 2022: für die Single Nice to Meet Ya - Neuseeland - 2023: für das Album Flicker - Vereinigtes Königreich - 2021: für die Autorenbeteiligung Story of My Life (One Direction) - 2024: für die Autorenbeteiligung Night Changes (One Direction) 3× Platin-Schallplatte - Australien - 2023: für die Single Too Much to Ask - Brasilien - 2024: für die Single What a Time - Neuseeland - 2024: für die Single This Town - Vereinigte Staaten - 2015: für die Autorenbeteiligung Story of My Life (One Direction) 4× Platin-Schallplatte - Australien - 2020: für die Autorenbeteiligung Story of My Life (One Direction) - Kanada - 2017: für die Autorenbeteiligung Story of My Life (One Direction) 5× Platin-Schallplatte - Australien - 2024: für die Single This Town - Neuseeland - 2024: für die Single Slow Hands - Norwegen - 2014: für die Autorenbeteiligung Story of My Life (One Direction) 6× Platin-Schallplatte - Kanada - 2022: für die Single This Town 9× Platin-Schallplatte - Australien - 2024: für die Single Slow Hands - Kanada - 2022: für die Single Slow Hands |

Anmerkung: Auszeichnungen in Ländern aus den Charttabellen bzw. Chartboxen sind in ebendiesen zu finden.
| Land/RegionAuszeichnungen für Musikverkäufe (Land/Region, Auszeichnungen, Verkäufe, Quellen) | Silber     | Gold       | Platin         | Verkäufe   | Quellen                           |
| -------------------------------------------------------------------------------------------- | ---------- | ---------- | -------------- | ---------- | --------------------------------- |
| Australien (ARIA)                                                                            | —          | 4× Gold4   | 28× Platin28   | 2.100.000  | aria.com.au                       |
| Belgien (BRMA)                                                                               | —          | 3× Gold3   | —              | 45.000     | ultratop.be                       |
| Brasilien (PMB)                                                                              | —          | 5× Gold5   | 7× Platin7     | 420.000    | pro-musicabr.org.br               |
| Dänemark (IFPI)                                                                              | —          | 2× Gold2   | 10× Platin10   | 805.000    | ifpi.dk                           |
| Deutschland (BVMI)                                                                           | —          | 3× Gold3   | Platin1        | 950.000    | musikindustrie.de                 |
| Finnland (IFPI)                                                                              | —          | 4× Gold4   | —              | 25.000     | Einzelnachweise                   |
| Irland (IRMA)                                                                                | —          | —          | 2× Platin2     | 30.000     | Einzelnachweise                   |
| Italien (FIMI)                                                                               | —          | 4× Gold4   | 2× Platin2     | 230.000    | fimi.it                           |
| Japan (RIAJ)                                                                                 | —          | Gold1      | 2× Platin2     | 200.000    | riaj.or.jp                        |
| Kanada (MC)                                                                                  | —          | Gold1      | 32× Platin32   | 2.600.000  | musiccanada.com                   |
| Mexiko (AMPROFON)                                                                            | —          | 2× Gold2   | 3× Platin3     | 240.000    | amprofon.com.mx                   |
| Neuseeland (RMNZ)                                                                            | —          | 2× Gold2   | 12× Platin12   | 330.000    | radioscope.co.nz NZ2              |
| Norwegen (IFPI)                                                                              | —          | 2× Gold2   | 6× Platin6     | 180.000    | ifpi.no                           |
| Polen (ZPAV)                                                                                 | —          | 4× Gold4   | Platin1        | 105.000    | olis.pl                           |
| Portugal (AFP)                                                                               | —          | 4× Gold4   | —              | 20.000     | Einzelnachweise                   |
| Schweden (IFPI)                                                                              | —          | 3× Gold3   | Platin1        | 100.000    | sverigetopplistan.se              |
| Schweiz (IFPI)                                                                               | —          | Gold1      | —              | 15.000     | hitparade.ch                      |
| Singapur (RIAS)                                                                              | —          | Gold1      | —              | 5.000      | rias.org.sg                       |
| Spanien (Promusicae)                                                                         | —          | 6× Gold6   | 2× Platin2     | 270.000    | elportaldemusica.es promusicae.es |
| Vereinigte Staaten (RIAA)                                                                    | —          | Gold1      | 11× Platin11   | 11.500.000 | riaa.com                          |
| Vereinigtes Königreich (BPI)                                                                 | 4× Silber4 | 4× Gold4   | 11× Platin11   | 8.260.000  | bpi.co.uk                         |
| Insgesamt                                                                                    | 4× Silber4 | 57× Gold57 | 131× Platin131 |            |                                   |